# Revue canadienne des sciences de la Terre
Canadian Journal of Earth Sciences
Revue canadienne des sciences de la Terre (ou Canadian Journal of Earth Sciences) est une revue scientifique à comité de lecture mensuelle, établie en 1963 et qui traite de tous les aspects des sciences de la Terre. Elle est publiée par les Éditions Sciences Canada. La revue publie également des numéros spéciaux consacrés à des segments spécifiques des sciences de la Terre. Le rédacteur en chef est Ali Polat de l'Université de Windsor.
En 2018, le journal a un facteur d'impact de 1,422 soit une hausse de 8 % par rapport à 2017.